# Butylcarbamat
Butylcarbamat ist eine chemische Verbindung aus der Gruppe der Carbamate.

## Gewinnung und Darstellung
Butylcarbamat kann durch Alkoholyse von Carbamoylchloriden und durch Aminolyse von Chlorformiaten sowie durch Reaktion von Harnstoff oder -nitrat mit Alkoholen in Gegenwart von Schwermetallen gewonnen werden. Ebenfalls möglich ist die Darstellung durch Reaktion von Alkoholen mit Isocyanaten, Transamidierung von einfachen Carbamaten mit höheren Aminen, Umesterung niederer Alkylcarbamate mit höheren Alkoholen, Aminolyse von Dialkylcarbonaten und Umlagerung von Omega-Alkoxyalkyl- und Omega-Phenoxyalkylcarbamoylchloriden.

## Eigenschaften
Butylcarbamat ist ein brennbarer, schwer entzündbarer, kristalliner, weißer Feststoff mit schwachem Geruch, der schwer löslich in Wasser ist.

## Verwendung
Butylcarbamat wird als Zwischenprodukt zur Herstellung von Kunstharzen verwendet.